# Atropha mansuetor
Atropha mansuetor är en stekelart som beskrevs av Pierre L. G. Benoit 1955. Atropha mansuetor ingår i släktet Atropha och familjen brokparasitsteklar. Inga underarter finns listade.